# Bertric-Burée
Bertric-Burée är en kommun i departementet Dordogne i regionen Nouvelle-Aquitaine i sydvästra Frankrike. Kommunen ligger i kantonen Verteillac som tillhör arrondissementet Périgueux. År 2022 hade Bertric-Burée 435 invånare.

## Befolkningsutveckling
Antalet invånare i kommunen Bertric-Burée
Referens:INSEE